# Štúrovo
Štúrovo (nombre oficial en eslovaco; Párkány en húngaro) es un municipio del distrito de Nové Zámky en la región de Nitra, Eslovaquia, con una población estimada a final del año 2024 de 9322 habitantes.
Se encuentra ubicado al sur de la región, cerca de los ríos Nitra y Hron (cuenca hidrográfica del Danubio) y de la frontera con Hungría.

## Historia
Fue fundada por los otomanos en 1640 sobre un antiguo campamento militar establecido en 1546 en la Hungría otomana, después de su derrota en la batalla de Párkány de 1683 pasó al Reino de Hungría.

## Demografía
| Año        | 1994   | 2004     | 2014    | 2024     |
| ---------- | ------ | -------- | ------- | -------- |
| Población  | 13 512 | 11 290   | 10 568  | 9322     |
| Diferencia |        | −16,44 % | −6,39 % | −11,79 % |

| Año        | 2023 | 2024    |
| ---------- | ---- | ------- |
| Población  | 9361 | 9322    |
| Diferencia |      | −0,41 % |